# Bandeja

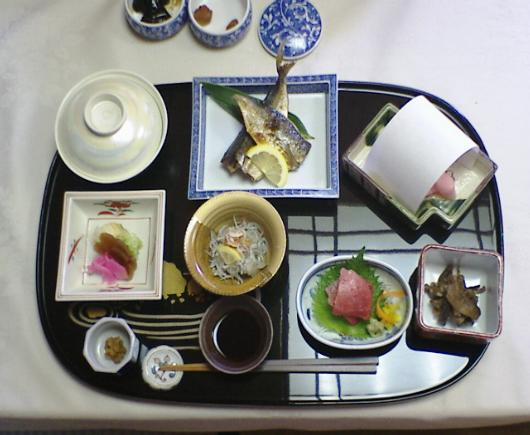
Desayuno sobre una bandeja

Una bandeja, charola o azafate es una pieza plana o levemente cóncava, de metal, plástico u otro material, que se utiliza para servir, presentar, depositar o transportar cosas, especialmente, bebidas y servicios de alimentación. 
La superficie de las bandejas es lisa, pero con los bordes levantados en todo su perímetro para evitar que los objetos resbalen y caigan de las mismas. Se diseñan en una gran variedad de formas siendo las más habituales las ovaladas o rectangulares. A veces, incorporan asas sobresalientes o recortadas en el canto para manejarlas con mayor comodidad.
La bandeja puede fabricarse en diversos materiales, incluyendo plata, latón, hierro, madera, y papel maché. Algunos modelos cuentan con patas cortas o plegables para colocarlas en una posición elevada.
La bandeja es un utensilio característico del sector de la hostelería, tanto de bares y cafeterías como de restaurantes. En este caso, se utiliza fundamentalmente para el servicio de banquetes pues de lo contrario, lo común es servir los platos individualmente. 
La forma de manejar la bandeja consiste en transportarla con una de las dos manos sirviendo los alimentos y bebidas con la otra mientras se mantiene en equilibrio. Para evitar que se caiga durante la operación, es fundamental seguir algunas normas básicas:
- Colocar en el centro los materiales más pesados o últimos en retirar (en el caso de bebidas, por ejemplo, las botellas).
- Comenzar sirviendo los productos situados en los laterales y terminar por los del centro.

También se usan para servir canapés y aperitivos de pie ofreciéndolas a los invitados o colocándolas sobre las mesas.

## Variedades

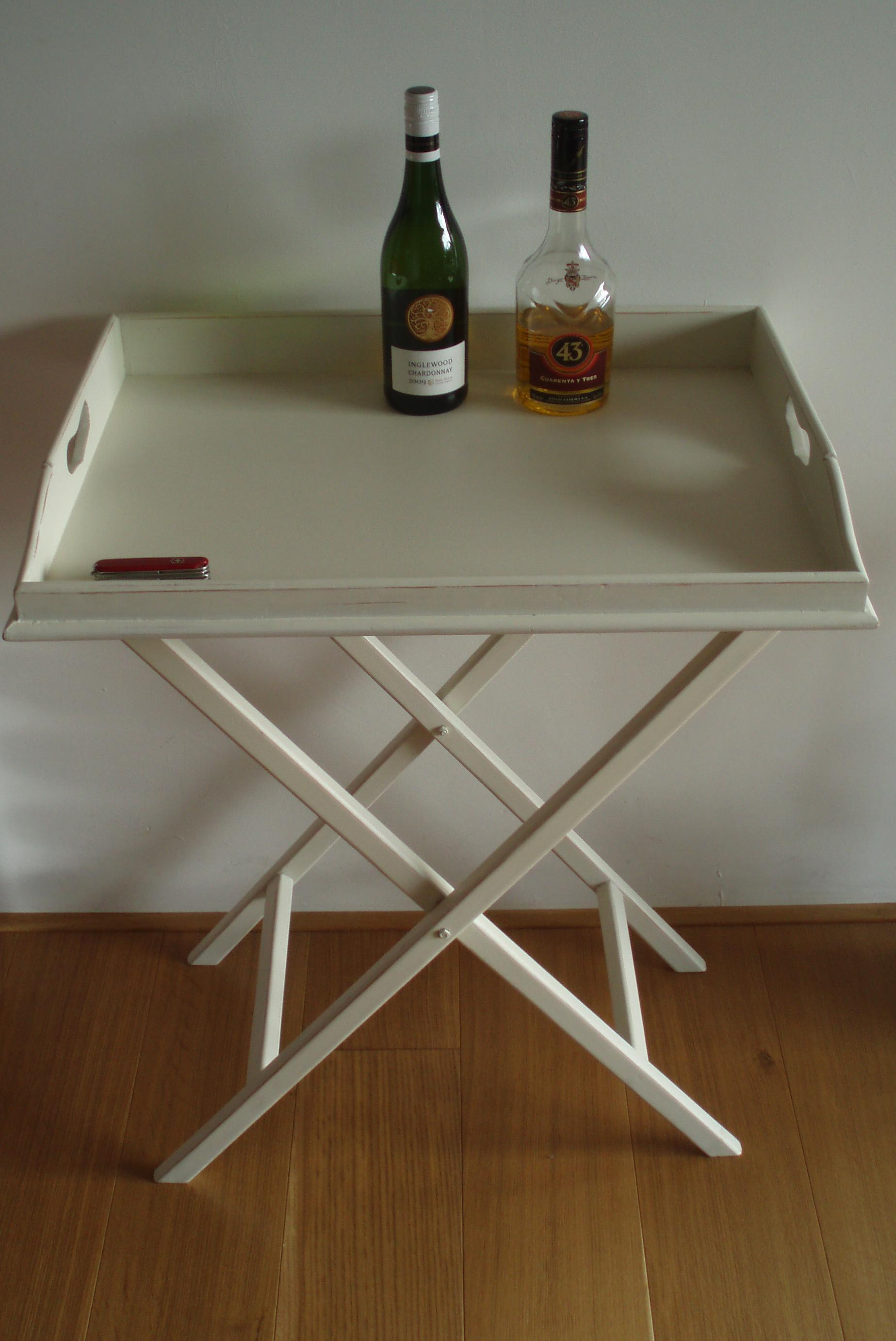
Bandeja de mayordomo

- La bandeja de cama tiene a menudo un borde lateral más alto, asas en los lados estrechos para facilitar su transporte (generalmente recortadas en el borde) y un soporte con patas plegables. Se utiliza para tomar el desayuno o la cena sentado en la cama (o en otro mueble similar como una silla o sofá) prescindiendo, por lo tanto, de la mesa.
- La bandeja de mayordomo también tiene un borde más alto, asas en los laterales y un soporte transportable con patas plegables que se doblan. Se utiliza para el servicio de bebidas y sirve generalmente como adecuada mesa auxiliar.
- Las bandejas clínicas se utilizan para transportar instrumentos quirúrgicos. Son rectanguares y están fabricadas de acero inoxidable para resistir el calor de la esterilización sin sufrir corrosión.
- En horticultura, las bandejas de semillas se utilizan para hacer crecer plantas y flores a partir de sus semillas.[1] También se usan para coger implantes de plantas. Las bandejas de este tipo se fabrican en poliestireno o polietileno. Se distribuyen en muchos tamaños siendo los más habituales la Danesa y la Europea.

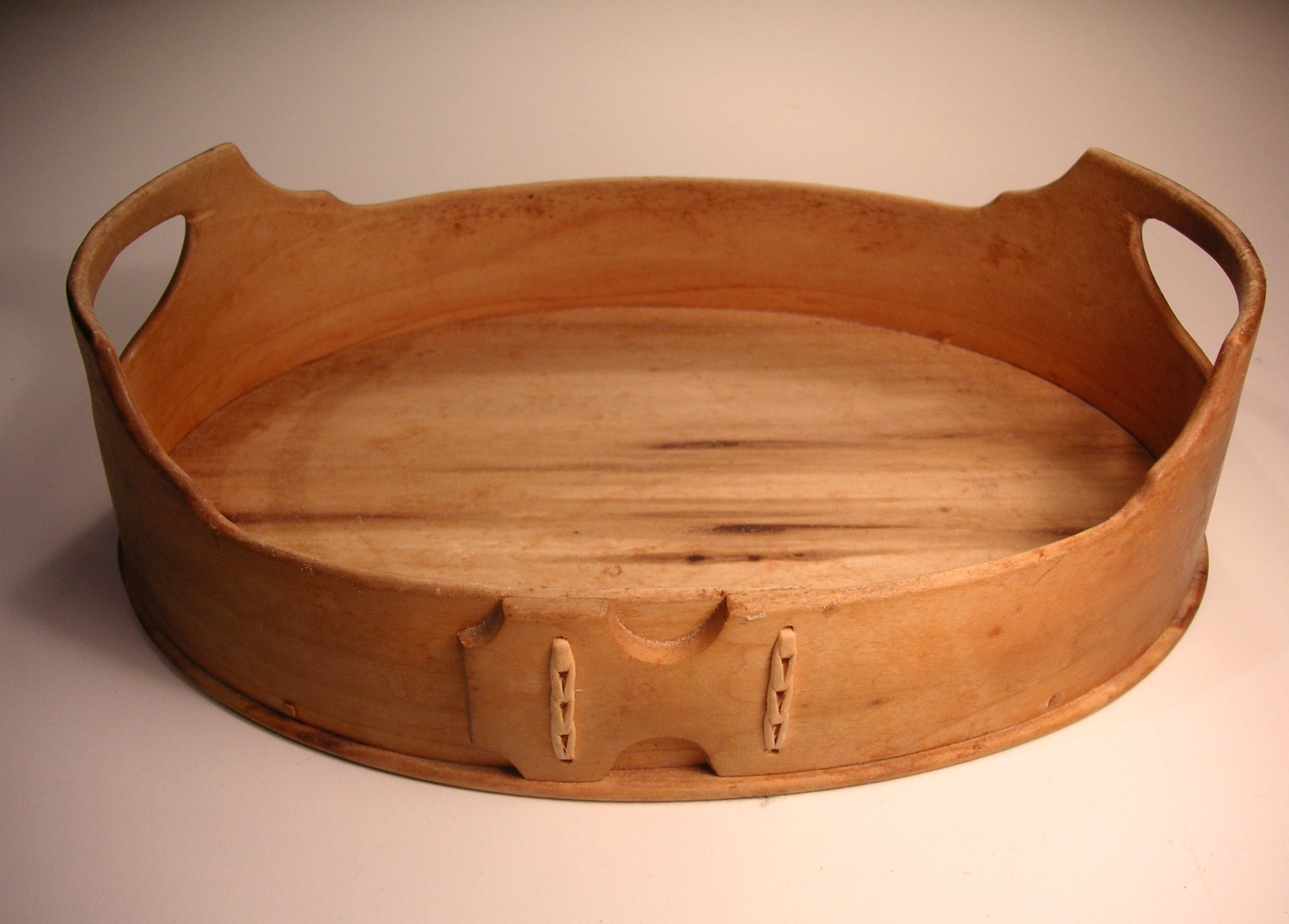
Bandeja de madera
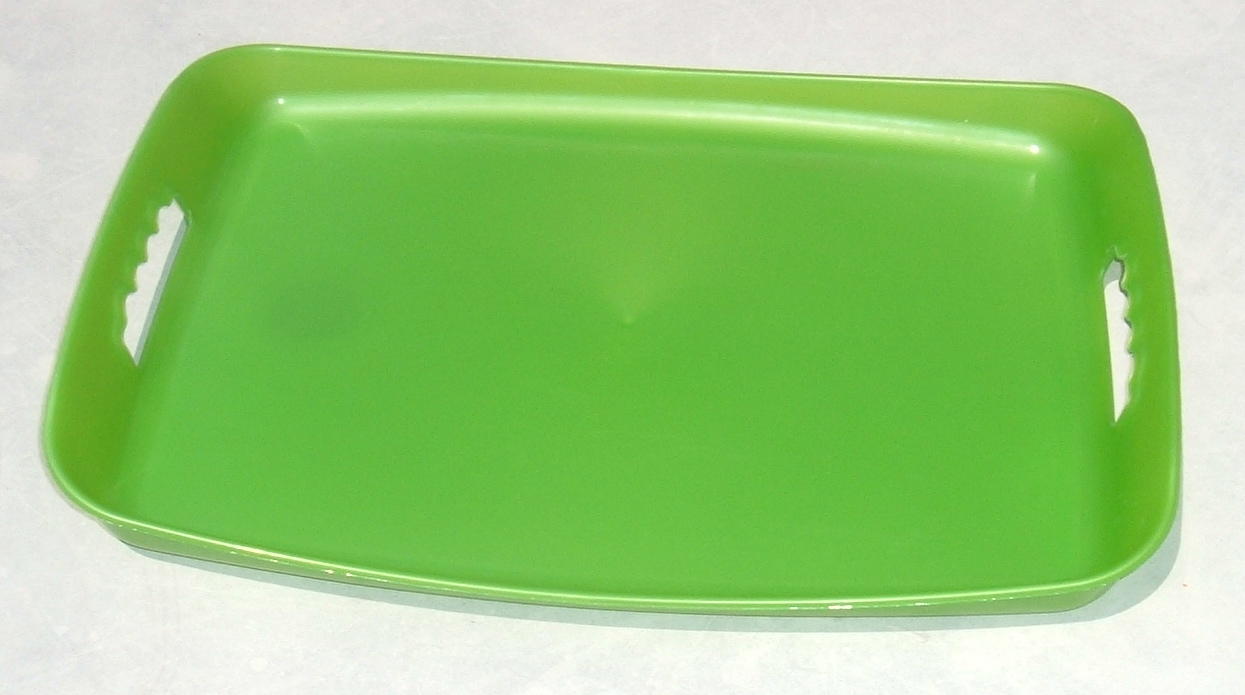
Bandeja de plástico
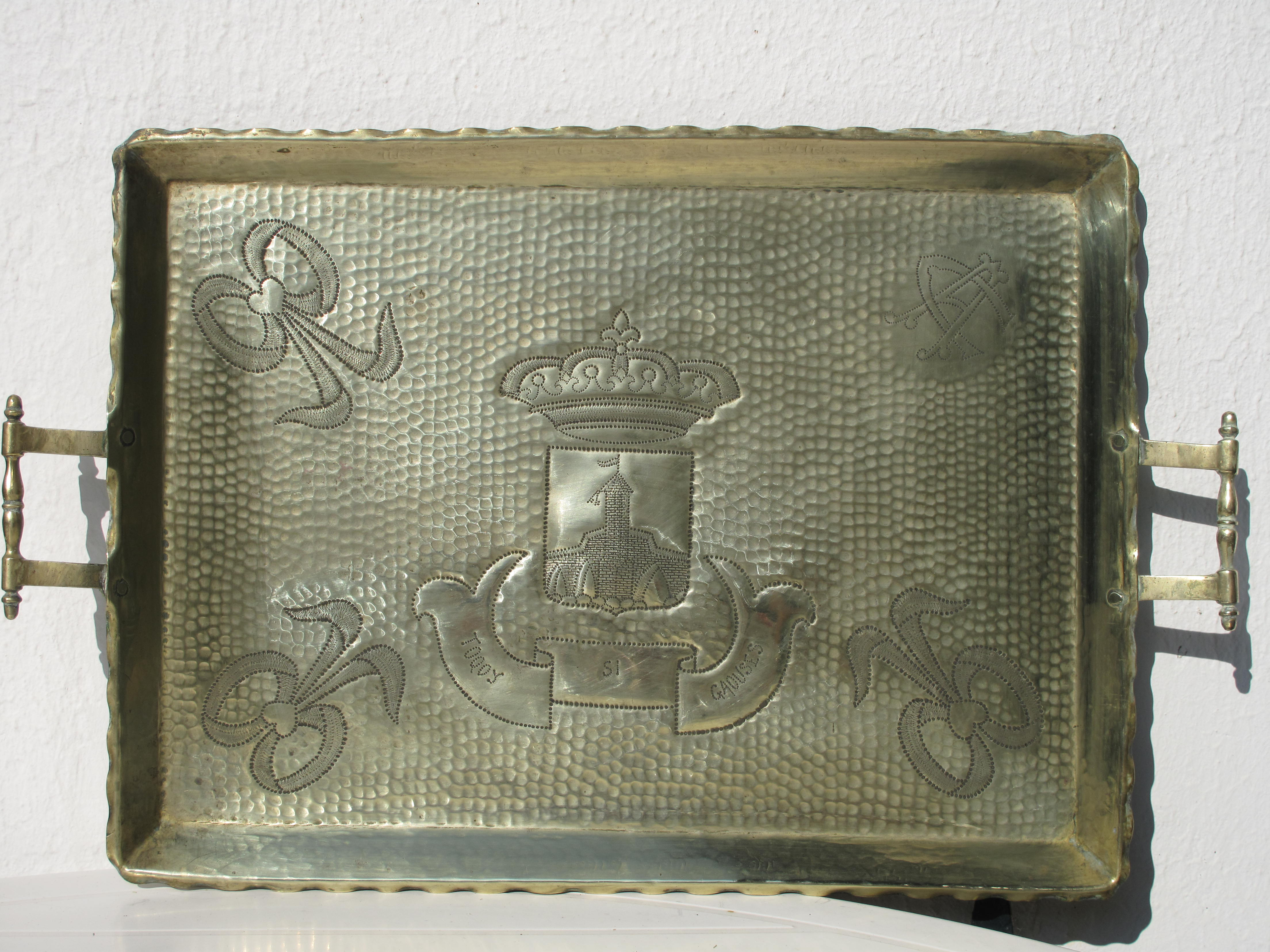
Bandeja de cobre (ca.1920)
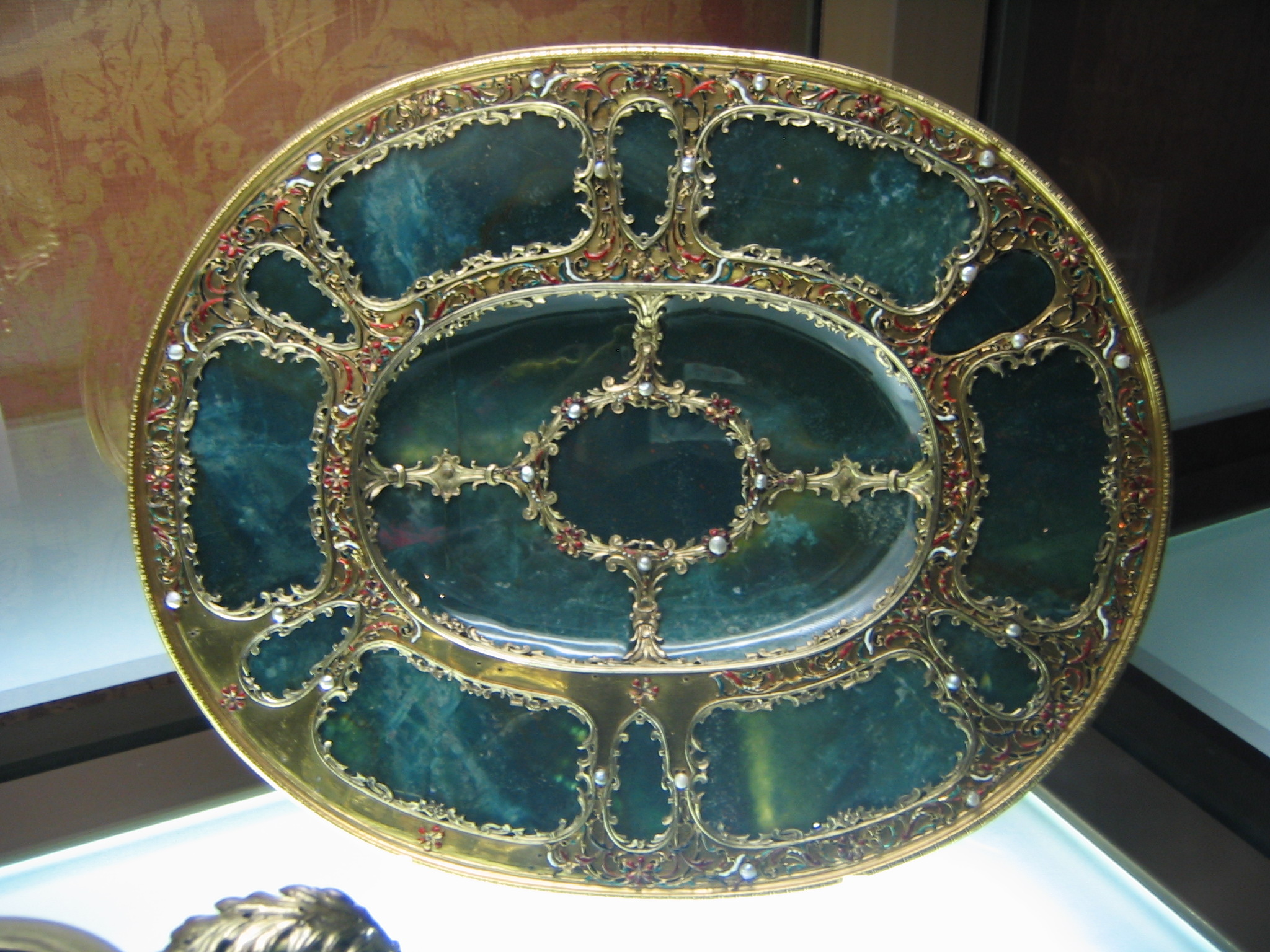
Bandeja de sanguina, bronce y oro (s. XVII)